# Святослав Ростиславич (князь новгородский)
Святосла́в Ростисла́вич (в крещении предположительно Ива́н; ок. 1134/1139 — 1170) — князь новгородский (1157—1160, 1161—1168), второй сын Ростислава Мстиславича.
Княжил в Новгороде в периоды киевского княжения своего отца. В первый раз изгонялся из Новгорода в 1160—1161 годах в пользу Мстислава Ростиславича, племянника Андрея Боголюбского, когда последний выдал свою дочь замуж за племянника Изяслава Давыдовича, претендовавшего на Киев, и послал войска под Вщиж против его южных соперников.
В 1164 году шведский флот достиг Ладоги, но был наголову разбит подошедшими из Новгорода войсками под руководством Святослава и посадника Захария в битве на реке Воронежке, потеряв при этом 43 судна.
Во второй раз лишился новгородского княжения после смерти отца в пользу Романа, сына нового киевского князя Мстислава Изяславича.
Святослав женился в 1170 году (жена неизвестна), из потомства известен упоминаемый только в генеалогических источниках Ростислав Святославович (скорее всего, умерший раньше отца).